# كيلومتر في الساعة
وحدة دولية لقياس السرعة وهي تشير إلى عدد الكيلومترات المقطوعة خلال ساعة واحدة.

## التحويلات
- 3.6 كم /س = 1 م/ث
- 1 كم/س ≈ 0.277 78 م/ث
- 1 كم/س ≈ 0.621 37 ميل /س ≈ 0.911 34 قدم/ث
- 1 ميل/س ≡ 1.609344 كم/س ≈ 1.61 كم/س